# René de Birague

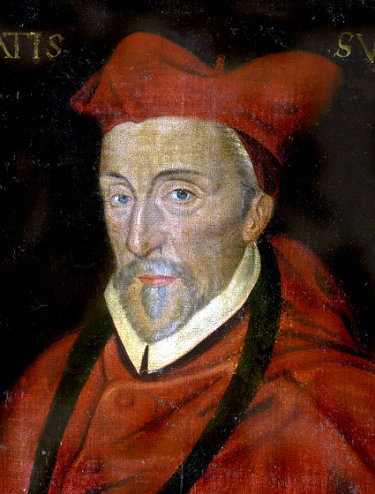
Kardinal René de Birague (Porträt, vermutl. 16. Jh.)

Kardinalswappen (modernes Schema)

René de Birague (* 2. Februar 1506 in Mailand; † 24. November 1583 in Paris) war ein französischer Kardinal der Römischen Kirche.
Seit 1573 Bischof von Lodève, wurde Birague am 21. Februar 1578 zum Kardinal kreiert und zum Kardinalpriester ohne Zuweisung einer Titelkirche erhoben.